# I liga peruwiańska w piłce nożnej (2001)
I liga peruwiańska w piłce nożnej (2001)
Mistrzem Peru został klub Alianza Lima, natomiast wicemistrzem Peru - klub Cienciano Cuzco.
Do Copa Libertadores w roku 2002 zakwalifikowały następujące kluby:
- Alianza Lima (zwycięzca turnieju Apertura)
- Cienciano Cuzco (zwycięzca turnieju Clausura)
- Club Sporting Cristal (zwycięski baraż wicemistrzów Apertury i Clausury)

Z ligi spadły następujące kluby:
- Unión Minas Cerro de Pasco (ostatnie miejsce w tabeli sumarycznej)

Awansowały następujące kluby:
- Deportivo Bolito (mistrz Copa Perú)

Klub Deportivo Bolito wkrótce zmienił nazwę na Coronel Bolognesi i pod taką nazwą wystąpił w 2002 roku.

## Torneo Apertura 2001

### Apertura 1
| Data           | Mecz |
| -------------- | --- |
| 17 lutego 2001 | Club Sporting Cristal - Cienciano Cuzco 2:1 Gastón Córdoba 80k, David Soria Yoshinari 90k - Santiago Salazar 92s                             |
| 18 lutego 2001 | Alianza Lima - Deportivo Wanka Huancayo 4:0 Edú Esidio 25, José Soto 32, Palhinha 52, 67                                                     |
| 18 lutego 2001 | Unión Minas Cerro de Pasco - Universitario Lima 1:3 Carlos Cáceda 2 - Marcelo Jaime 4, Sergio Ibarra 59, 82                                  |
| 18 lutego 2001 | FBC Melgar - Juan Aurich Chiclayo 1:2 Juan Nieto 49 - Néstor Rivera 45, Rodolfo Miñán 64                                                     |
| 18 lutego 2001 | Alianza Atlético Sullana - Estudiantes de Medicina Ica 1:0 Jair Butrón 66                                                                    |
| 20 lutego 2001 | Sport Boys Callao - Coopsol Trujillo 3:2 Germán Muñoz 47, Gustavo Marcelo Tempone 69, Rómulo Fernández 73 - Farley Hoyos 4, Juan Saavedra 55 |

### Apertura 2
| Data           | Mecz |
| -------------- | --- |
| 24 lutego 2001 | Juan Aurich Chiclayo - Sport Boys Callao 3:1 Pedro Ascoy 28, 46, Juan Figueroa 86 - Rómulo Fernández 64                               |
| 25 lutego 2001 | Cienciano Cuzco - Alianza Lima 1:0 Miguel Ortega 15                                                                                   |
| 25 lutego 2001 | Estudiantes de Medicina Ica - Club Sporting Cristal 0:0                                                                               |
| 25 lutego 2001 | Coopsol Trujillo - FBC Melgar 4:2 Rodrigo Saraz 18, 86, Félix Otoya 30, Farley Hoyos 58 - Wilson Núñez 27, Carlos Alberto Castillo 67 |
| 25 lutego 2001 | Deportivo Wanka Huancayo - Unión Minas Cerro de Pasco 1:3 César Goya 33 - Johan Fano 8, 49k, Roberto Dolorier 14                      |
| 27 lutego 2001 | Universitario Lima - Alianza Atlético Sullana 2:0 Carlos Zegarra 27s, Víctor Yllescas 83                                              |

### Apertura 3
| Data         | Mecz |
| ------------ | --- |
| 3 marca 2001 | FBC Melgar - Alianza Atlético Sullana 6:0 Alexis Aguirre 8, 17, 46, Francisco Pizarro 35, Carlos Alberto Castillo 57, Juan Gutiérrez 82      |
| 3 marca 2001 | Universitario Lima - Estudiantes de Medicina Ica 1:2 Fernando Vergara 25 - Wilmer Carrillo 49, Fernando Masías 70s                           |
| 4 marca 2001 | Cienciano Cuzco - Sport Boys Callao 6:0 Rafael Villanueva 25, 49, Rogério 32, Gabriel Ricardo Rodríguez 45, Miguel Ortega 64, Pedro Prado 90 |
| 4 marca 2001 | Juan Aurich Chiclayo - Deportivo Wanka Huancayo 2:1 Pedro Ascoy 25, Dúber Zapata 50 - Dante Chumpitaz 70                                     |
| 4 marca 2001 | Alianza Lima - Club Sporting Cristal 2:1 Palhinha 17, Waldir Sáenz 67 - Gastón Córdoba 19                                                    |
| 4 marca 2001 | Unión Minas Cerro de Pasco - Coopsol Trujillo 1:0 Wilmer Ricardi 41                                                                          |

### Apertura 4
| Data          | Mecz |
| ------------- | --- |
| 9 marca 2001  | Sport Boys Callao - FBC Melgar 3:1 Rómulo Fernández 17, 55, Rivelino Carassa 60 - Alfonso Antonio Dulanto 70         |
| 10 marca 2001 | Coopsol Trujillo - Club Sporting Cristal 1:4 Javier Soria 74s - Luis Bonnet 9, 55, Jorge Antonio Soto 64, Julinho 77 |
| 11 marca 2001 | Alianza Atlético Sullana - Cienciano Cuzco 2:0 Alex Becerra 25, 61                                                   |
| 11 marca 2001 | Deportivo Wanka Huancayo - Universitario Lima 2:0 Jorge Ramírez 31, Dither Mori 41                                   |
| 11 marca 2001 | Estudiantes de Medicina Ica - Juan Aurich Chiclayo 1:2 Marco Antonio Casas 36 - Pedro Ascoy 11, José Guevara 25      |
| 11 marca 2001 | Alianza Lima - Unión Minas Cerro de Pasco 2:0 Roberto Holsen 14, 75k                                                 |

### Apertura 5
| Data          | Mecz |
| ------------- | --- |
| 17 marca 2001 | FBC Melgar - Deportivo Wanka Huancayo 1:0 Aldo Cavero 55                                                                                      |
| 17 marca 2001 | Universitario Lima - Coopsol Trujillo 0:0 |
| 18 marca 2001 | Cienciano Cuzco - Estudiantes de Medicina Ica 4:1 Rogério 10, 88, Gabriel Ricardo Rodríguez 37k, Rafael Villanueva 44 - Rubén Nilton Díaz 28k |
| 18 marca 2001 | Juan Aurich Chiclayo - Alianza Lima 2:3 Pedro Ascoy 36, Juan Figueroa 90 - Edú Esidio 15k, Palhinha 30, José Soto 57                          |
| 18 marca 2001 | Unión Minas Cerro de Pasco - Sport Boys Callao 3:0 Víctor Larrahondo 33, Roberto Rengifo 78, Robson Giménez 84                                |
| 18 marca 2001 | Club Sporting Cristal - Alianza Atlético Sullana 5:0 Luis Bonnet 35, 46, Gastón Córdoba 60k, Jorge Antonio Soto 62, Piero Alva 68             |

### Apertura 6
| Data          | Mecz |
| ------------- | --- |
| 25 marca 2001 | Estudiantes de Medicina Ica - FBC Melgar 2:2 Rubén Nilton Díaz 55k, Paul Cominges 87 - Nelson Gómez 57, 93k        |
| 25 marca 2001 | Juan Aurich Chiclayo - Coopsol Trujillo 2:1 Pedro Ascoy 4, Juan Figueroa 10 - Ernesto Zapata 37                    |
| 25 marca 2001 | Sport Boys Callao - Club Sporting Cristal 0:0                                                                      |
| 25 marca 2001 | Alianza Atlético Sullana - Unión Minas Cerro de Pasco 2:1 Alejandro Cipriano 1, Carlos Zegarra 53 - Johan Fano 69k |
| 25 marca 2001 | Deportivo Wanka Huancayo - Cienciano Cuzco 1:2 César Goya 90 - Rafael Villanueva 9, Mauricio Martínez 59           |
| 29 marca 2001 | Universitario Lima - Alianza Lima 2:2 Gregorio Bernales 57, Fernando del Solar 76 - Waldir Sáenz 15, Palhinha 72   |

### Apertura 7
| Data            | Mecz |
| --------------- | --- |
| 31 marca 2001   | Club Sporting Cristal - Deportivo Wanka Huancayo 2:1 Roberto Enrique Silva 16, 76 - Jorge Ramírez 39                                                                                     |
| 1 kwietnia 2001 | Sport Boys Callao - Universitario Lima 5:2 Rivelino Carassa 20, Gustavo Marcelo Tempone 41, Martín Alejandro Fúriga 74, Rómulo Fernández 83, 94 - Gregorio Bernales 14, Sergio Ibarra 27 |
| 1 kwietnia 2001 | Alianza Atlético Sullana - Juan Aurich Chiclayo 2:1 Carlos Zegarra 24, Rodrigo Gauna 51 - Pedro Ascoy 72k                                                                                |
| 1 kwietnia 2001 | Unión Minas Cerro de Pasco - Estudiantes de Medicina Ica 4:1 Roberto Dolorier 12, Johan Fano 20k, 75, Wilmer Ricardi 41 - Wilfredo Begazo 48                                             |
| 1 kwietnia 2001 | Coopsol Trujillo - Cienciano Cuzco 2:1 Ernesto Zapata 17, 25 - Nilson Álvarez 80 |
| 1 kwietnia 2001 | Alianza Lima - FBC Melgar 1:0 Palhinha 40 |

### Apertura 8
| Data             | Mecz |
| ---------------- | --- |
| 6 kwietnia 2001  | Coopsol Trujillo - Alianza Lima 1:1 Rodrigo Saraz 76 - Palhinha 54k                                                                                |
| 6 kwietnia 2001  | FBC Melgar - Club Sporting Cristal 0:3 Humberto Delgado 7s, Carlos Dueñas 35s, Julinho 89                                                          |
| 7 kwietnia 2001  | Cienciano Cuzco - Unión Minas Cerro de Pasco 3:0 Nilson Álvarez 17, 69, Rogério 65                                                                 |
| 7 kwietnia 2001  | Deportivo Wanka Huancayo - Alianza Atlético Sullanaetico 4:1 Jorge Ramírez 13, Carlos Ibarra 48, Marcio dos Santos 71, 86 - Ismael Habrahamshon 49 |
| 7 kwietnia 2001  | Estudiantes de Medicina Ica - Sport Boys Callao 1:1 Víctor Reyes 40 - Gustavo Marcelo Tempone 64                                                   |
| 10 kwietnia 2001 | Universitario Lima - Juan Aurich Chiclayo 1:2 Sergio Ibarra 67 - José Guevara 34, Néstor Rivera 80                                                 |

### Apertura 9
| Data             | Mecz |
| ---------------- | --- |
| 14 kwietnia 2001 | Alianza Lima - Alianza Atlético Sullanaetico 4:0 Palhinha 43, Henry Quinteros 64, Waldir Sáenz 74, Luis Alberto Hernández 88                    |
| 15 kwietnia 2001 | Sport Boys Callao - Deportivo Wanka Huancayo 1:1 Rómulo Fernández 45k - Jorge Ramírez 25                                                        |
| 15 kwietnia 2001 | Cienciano Cuzco - Universitario Lima 0:0 |
| 15 kwietnia 2001 | Unión Minas Cerro de Pasco - FBC Melgar 1:1 Roberto Dolorier 12 - Alexis Aguirre 65                                                             |
| 15 kwietnia 2001 | Estudiantes de Medicina Ica - Coopsol Trujillo 3:2 Frank Palomino 11, Víctor Reyes 76, Aldo Reyes 91 - José Alberto Moisella 23, Félix Otoya 79 |
| 15 kwietnia 2001 | Juan Aurich Chiclayo - Club Sporting Cristal 0:2 Piero Alva 14, Julinho 88                                                                      |

### Apertura 10
| Data             | Mecz |
| ---------------- | --- |
| 20 kwietnia 2001 | Alianza Lima - Sport Boys Callao 3:1 Roberto Farfán 73, 90, Roberto Holsen 86 - Gustavo Marcelo Tempone 75                                                |
| 21 kwietnia 2001 | FBC Melgar - Cienciano Cuzco 1:0 Leonardo Uehara 78 |
| 22 kwietnia 2001 | Alianza Atlético Sullana - Coopsol Trujillo 2:1 Dagoberto Goyzueta 76, 80 - Juan Saavedra 50k                                                             |
| 22 kwietnia 2001 | Deportivo Wanka Huancayo - Estudiantes de Medicina Ica 0:1 Luis García 18                                                                                 |
| 22 kwietnia 2001 | Juan Aurich Chiclayo - Unión Minas Cerro de Pasco 4:2 Walter Machaca 11s, Pedro Ascoy 12, 48, Juan Figueroa 14 - Johan Fano 30k, Ricardo Enrique Pérez 53 |
| 22 kwietnia 2001 | Club Sporting Cristal - Universitario Lima 1:2 Manuel Marengo 50 - Sergio Ibarra 48, Gustavo Héctor Grondona 88                                           |

### Apertura 11
| Data             | Mecz |
| ---------------- | --- |
| 27 kwietnia 2001 | Sport Boys Callao - Alianza Atlético Sullana 2:1 Julio Penalillo 56, Martín Alejandro Fúriga 70 - Dagoberto Goyzueta 87                            |
| 28 kwietnia 2001 | Unión Minas Cerro de Pasco - Club Sporting Cristal 0:1 Piero Alva 8                                                                                |
| 28 kwietnia 2001 | Estudiantes de Medicina Ica - Alianza Lima 1:1 Paul Cominges 42 - Edú Esidio 48                                                                    |
| 28 kwietnia 2001 | Coopsol Trujillo - Deportivo Wanka Huancayo 3:2 Ernesto Zapata 9, Amilton Prado 31, Farley Hoyos 41 - Jorge Ramírez 20, Franco Giovanny Mendoza 22 |
| 28 kwietnia 2001 | Universitario Lima - FBC Melgar 0:2 Nelson Gómez 62, Leonardo Uehara 90                                                                            |
| 29 kwietnia 2001 | Cienciano Cuzco - Juan Aurich Chiclayo 5:2 Nilson Álvarez 13, 68, 88, Jair Vásquez 21k, Miguel Ortega 46 - Johnny Mujica 63, Lino Morán 92k        |

### Apertura 12
| Data        | Mecz |
| ----------- | --- |
| 1 maja 2001 | Deportivo Wanka Huancayo - Alianza Lima 1:1 Carlos Ibarra 14 - Edú Esidio k                                                        |
| 1 maja 2001 | Universitario Lima - Unión Minas Cerro de Pasco 2:1 Paolo Maldonado 53, 60 - Israel Hidalgo 89                                     |
| 1 maja 2001 | Juan Aurich Chiclayo - FBC Melgar 3:2 Pedro Ascoy 7, 36, Alfonso Antonio Dulanto 73s - Paulo César Cruvinel 85, Juan Montenegro 89 |
| 1 maja 2001 | Estudiantes de Medicina Ica - Alianza Atlético Sullanaetico 0:2 Pedro García 51, Carlos Zegarra 86                                 |
| 5 maja 2001 | Cienciano Cuzco - Club Sporting Cristal 1:1 John Colán 75 - Roberto Enrique Silva 6                                                |
| 5 maja 2001 | Coopsol Trujillo - Sport Boys Callao 1:1 Juan Saavedra 15 - Gustavo Marcelo Tempone 93                                             |

### Apertura 13
| Data        | Mecz |
| ----------- | --- |
| 6 maja 2001 | Alianza Atlético Sullana - Universitario Lima 0:1 Milton Marquillo |
| 6 maja 2001 | Unión Minas Cerro de Pasco - Deportivo Wanka Huancayo 2:1 Wilmer Ricardi 16, Israel Hidalgo 28 - Jorge Ramírez 78k                                                              |
| 9 maja 2001 | Club Sporting Cristal - Estudiantes de Medicina Ica 7:2 Roberto Enrique Silva 2k, 21, Jorge Antonio Soto 13, 88, David Soria Yoshinari 66, 92, Julinho 81 - Paul Cominges 4, 44 |
| 9 maja 2001 | FBC Melgar - Coopsol Trujillo 5:1 Leonardo Uehara 22, 31, Marco Valencia 67, Gabriel Martín Varillas 69, Alexis Aguirre 71 - Ernesto Zapata 18                                  |
| 9 maja 2001 | Sport Boys Callao - Juan Aurich Chiclayo 3:0 Gustavo Marcelo Tempone 9, Martín Alejandro Fúriga 36, José Chacón 69                                                              |
| 9 maja 2001 | Alianza Lima - Cienciano Cuzco 3:1 Edú Esidio 27, 55, Waldir Sáenz 39 - Pedro Prado 77                                                                                          |

### Apertura 14
| Data         | Mecz |
| ------------ | --- |
| 12 maja 2001 | Sport Boys Callao - Cienciano Cuzco 3:2 Rómulo Fernández 29, Sandro Gamarra 65, Gustavo Marcelo Tempone 86 - Rogério 23, 55 |
| 12 maja 2001 | Alianza Lima - Club Sporting Cristal 1:1 Waldir Sáenz 24 - Julinho 58                                                       |
| 13 maja 2001 | Estudiantes de Medicina Ica - Universitario Lima 2:1 Paul Cominges 55, Rubén Nilton Díaz 65k - Paolo Maldonado 23           |
| 13 maja 2001 | Alianza Atlético Sullana - FBC Melgar 2:1 Luis Bello 78, Pedro García 81 - Alexis Aguirre 27                                |
| 13 maja 2001 | Deportivo Wanka Huancayo - Juan Aurich Chiclayo 1:1 Marcio dos Santos 48 - Francisco Hernández 63                           |
| 13 maja 2001 | Coopsol Trujillo - Unión Minas Cerro de Pasco 2:1 Farley Hoyos 24, Rodrigo Saraz 76 - Johan Fano 35                         |

### Apertura 15
| Data         | Mecz |
| ------------ | --- |
| 19 maja 2001 | Universitario Lima - Deportivo Wanka Huancayo 2:0 Fernando Martínez 38, Abel Augusto Lobatón 85                                        |
| 19 maja 2001 | Club Sporting Cristal - Coopsol Trujillo 4:1 Gastón Córdoba 54, Jorge Antonio Soto 60, Julinho 86, Jorge Huamán 89 - Ernesto Zapata 34 |
| 19 maja 2001 | Juan Aurich Chiclayo - Estudiantes de Medicina Ica 3:1 Juan Guzmán 9, Wilfredo Begazo 60s, Pedro Ascoy 65 - Javier Enrique Toledo 19   |
| 19 maja 2001 | FBC Melgar - Sport Boys Callao 2:1 Paulo César Cruvinel 27k, Juan Gutiérrez 90 - Carlos Lobatón 31k                                    |
| 20 maja 2001 | Cienciano Cuzco - Alianza Atlético Sullana 2:0 Rogério 31, Ramón Rodríguez del Solar 87                                                |
| 20 maja 2001 | Unión Minas Cerro de Pasco - Alianza Lima 1:3 Carlos Cáceda 54 - José Soto 16, Luis Alberto Hernández 55, Roberto Holsen 70            |

### Apertura 16
| Data         | Mecz |
| ------------ | --- |
| 23 maja 2001 | Alianza Atlético Sullana - Club Sporting Cristal 1:1 Luis Bello 20 - Jean Ferrari 40                                                              |
| 23 maja 2001 | Sport Boys Callao - Unión Minas Cerro de Pasco 3:2 Alonso Alcíbar 22, José Chacón 46, Rómulo Fernández 80 - Renzo Sheput 48, Víctor Larrahondo 63 |
| 23 maja 2001 | Estudiantes de Medicina Ica - Cienciano Cuzco 2:0 Frank Palomino 7, Paul Cominges 43                                                              |
| 23 maja 2001 | Alianza Lima - Juan Aurich Chiclayo 3:0 Ernesto Arakaki 1, José Soto 31, Edú Esidio 39                                                            |
| 23 maja 2001 | Coopsol Trujillo - Universitario Lima 2:2 Manuel López 76, Marcelo Millán 79 - Gregorio Bernales 12, Abel Augusto Lobatón 25                      |
| 24 maja 2001 | Deportivo Wanka Huancayo - FBC Melgar 1:1 Marcio dos Santos 36 - Juan Gutiérrez 32                                                                |

### Apertura 17
| Data         | Mecz |
| ------------ | --- |
| 27 maja 2001 | Cienciano Cuzco - Deportivo Wanka Huancayo 4:2 Roberto Martínez Troncoso 9, Miguel Ortega 22, Pedro Prado 43, Mauricio Martínez 78 - Jorge Ramírez 52k, Rafael Arnao 68 |
| 27 maja 2001 | Club Sporting Cristal - Sport Boys Callao 2:0 David Soria Yoshinari 57, Jorge Antonio Soto 69                                                                           |
| 27 maja 2001 | FBC Melgar - Estudiantes de Medicina Ica 6:0 Juan Gutiérrez 1, Leonardo Uehara 7, Marco Valencia 37, 62, Luis Nieto 77, Mauricio Copete 81                              |
| 27 maja 2001 | Unión Minas Cerro de Pasco - Alianza Atlético Sullana 1:0 Víctor Larrahondo 26                                                                                          |
| 27 maja 2001 | Coopsol Trujillo - Juan Aurich Chiclayo 3:2 Farley Hoyos 24, Juan Saavedra 56, Rodrigo Saraz 81 - Pedro Ascoy 10, 35                                                    |
| 27 maja 2001 | Alianza Lima - Universitario Lima 1:0 Juan Carlos Bazalar 26 |

### Apertura 18
| Data           | Mecz |
| -------------- | --- |
| 6 czerwca 2001 | Universitario Lima - Sport Boys Callao 3:2 Abel Augusto Lobatón 9, Jorge Araújo 63, Sergio Ibarra 93 - Gustavo Marcelo Tempone 21, Rómulo Fernández 49 |
| 6 czerwca 2001 | Juan Aurich Chiclayo - Alianza Atlético Sullanaetico 1:1 Francisco Hernández 87 - Dagoberto Goyzueta 38                                                |
| 6 czerwca 2001 | Deportivo Wanka Huancayo - Club Sporting Cristal 1:1 Marcio dos Santos 50 - Erick Omar Torres 9                                                        |
| 6 czerwca 2001 | FBC Melgar - Alianza Lima 1:1 Carlos Alberto Castillo 89 - Palhinha 62                                                                                 |
| 6 czerwca 2001 | Cienciano Cuzco - Coopsol Trujillo 5:0 Mauricio Martínez 49, 60, 72, 90, Pedro Prado 84                                                                |
| 6 czerwca 2001 | Estudiantes de Medicina Ica - Unión Minas Cerro de Pasco 2:3 Paul Cominges 7, Wilfredo Begazo 46 - Víctor Larrahondo 37, 89, Daniel Porras 76          |

### Apertura 19
| Data            | Mecz |
| --------------- | --- |
| 10 czerwca 2001 | Club Sporting Cristal - FBC Melgar 2:2 Jorge Antonio Soto 49, Gastón Córdoba 74 - Leonardo Uehara 29, Carlos Alberto Castillo 90 |
| 10 czerwca 2001 | Juan Aurich Chiclayo - Universitario Lima 1:1 Pedro Ascoy 91 - Paolo Maldonado 42                                                |
| 10 czerwca 2001 | Alianza Lima - Coopsol Trujillo 1:0 Edú Esidio 15                                                                                |
| 10 czerwca 2001 | Sport Boys Callao - Estudiantes de Medicina Ica 3:0 Jimmy Asprilla 59, 90, Rómulo Fernández 86                                   |
| 10 czerwca 2001 | Unión Minas Cerro de Pasco - Cienciano Cuzco 0:1 Pedro Prado 58                                                                  |
| 10 czerwca 2001 | Alianza Atlético Sullana - Deportivo Wanka Huancayo 3:1 Luis Bello 15, Alex Becerra 29, Carlos Zegarra 51 - Ismael Zegarra ?     |

### Apertura 20
| Data            | Mecz |
| --------------- | --- |
| 16 czerwca 2001 | FBC Melgar - Unión Minas Cerro de Pasco 4:2 Alexis Aguirre 16, 25, Alfonso Antonio Dulanto 60, Carlos Alberto Castillo 80 - Renzo Sheput 33, Víctor Larrahondo 58                   |
| 16 czerwca 2001 | Coopsol Trujillo - Estudiantes de Medicina Ica 7:3 Rodrigo Saraz 12, Juan Saavedra 28, Farley Hoyos 37, 39, 63, Martín Reyes 74k, 87 - Frank Palomino 13, 41, Rubén Nilton Díaz 69k |
| 16 czerwca 2001 | Universitario Lima - Cienciano Cuzco 3:0 Jorge Araújo 3, Abel Augusto Lobatón 19, Sergio Ibarra 92                                                                                  |
| 16 czerwca 2001 | Club Sporting Cristal - Juan Aurich Chiclayo 1:0 Erick Omar Torres 9 |
| 17 czerwca 2001 | Deportivo Wanka Huancayo - Sport Boys Callao 4:0 Jorge Ramírez 40, Marcio dos Santos 42, Sergio Godoy 77, Dante Chumpitaz 85                                                        |
| 17 czerwca 2001 | Alianza Atlético Sullana - Alianza Lima 2:2 Ismael Habrahamshon 47, Marco Salinas 77 - Luis Alberto Hernández 21, Waldir Sáenz 31                                                   |

### Apertura 21
| Data            | Mecz |
| --------------- | --- |
| 24 czerwca 2001 | Universitario Lima - Club Sporting Cristal 1:2 Sergio Ibarra 73 - Roberto Enrique Silva 29, Piero Alva 64     |
| 24 czerwca 2001 | Sport Boys Callao - Alianza Lima 3:0 Gustavo Marcelo Tempone 12, Jimmy Asprilla 55, Johny Vegas 71k           |
| 24 czerwca 2001 | Coopsol Trujillo - Alianza Atlético Sullana 3:1 Rodrigo Saraz 17, 21, Jair Butrón 32s - Alejandro Cipriano 75 |
| 24 czerwca 2001 | Estudiantes de Medicina Ica - Deportivo Wanka Huancayo 0:0                                                    |
| 24 czerwca 2001 | Unión Minas Cerro de Pasco - Juan Aurich Chiclayo 0:0                                                         |
| 24 czerwca 2001 | Cienciano Cuzco - FBC Melgar 1:2 Luis Molina 85k - Paulo César Cruvinel 43, Walter Zeballos 83                |

### Apertura 22
| Data            | Mecz |
| --------------- | --- |
| 27 czerwca 2001 | Alianza Atlético Sullana - Sport Boys Callao 1:0 Ismael Habrahamshon 75                                                 |
| 27 czerwca 2001 | Alianza Lima - Estudiantes de Medicina Ica 3:0 Ernesto Arakaki 2, Roberto Holsen 7, José Soto 79                        |
| 27 czerwca 2001 | Club Sporting Cristal - Unión Minas Cerro de Pasco 3:1 Roberto Enrique Silva 34, 70, Gastón Córdoba 60 - Johan Fano 65k |
| 29 czerwca 2001 | Deportivo Wanka Huancayo - Coopsol Trujillo 2:1 Jorge Ramírez 15, 96 - Marcelo Millán 92                                |
| 29 czerwca 2001 | Juan Aurich Chiclayo - Cienciano Cuzco 1:3 Pedro Ascoy 66 - Roberto Martínez Troncoso 4, 64, Nilson Álvarez 84          |
| 29 czerwca 2001 | FBC Melgar - Universitario Lima 2:0 Paulo César Cruvinel 8, Nelson Gómez 76                                             |

### Tabela końcowa turnieju Apertura 2001
| Poz | Klub                        | Mecze | Zw | Rem | Por | Pkt | BrZd | BrStr |
| --- | --------------------------- | ----- | -- | --- | --- | --- | ---- | ----- |
| 1   | Club Sporting Cristal       | 22    | 13 | 7   | 2   | 46  | 46   | 18    |
| 2   | Alianza Lima                | 22    | 13 | 7   | 2   | 46  | 42   | 19    |
| 3   | FBC Melgar                  | 22    | 10 | 5   | 7   | 35  | 45   | 30    |
| 4   | Cienciano Cuzco             | 22    | 11 | 2   | 9   | 35  | 43   | 28    |
| 5   | Sport Boys Callao           | 22    | 9  | 4   | 9   | 31  | 36   | 40    |
| 6   | Juan Aurich Chiclayo        | 22    | 9  | 4   | 9   | 31  | 34   | 39    |
| 7   | Alianza Atlético Sullana    | 22    | 9  | 3   | 10  | 30  | 24   | 39    |
| 8   | Universitario Lima          | 22    | 8  | 5   | 9   | 29  | 29   | 30    |
| 9   | Coopsol Trujillo            | 22    | 7  | 4   | 11  | 25  | 38   | 48    |
| 10  | Unión Minas Cerro de Pasco  | 22    | 7  | 2   | 13  | 23  | 30   | 39    |
| 11  | Estudiantes de Medicina Ica | 22    | 5  | 5   | 12  | 20  | 25   | 53    |
| 12  | Deportivo Wanka Huancayo    | 22    | 4  | 6   | 12  | 18  | 27   | 36    |

### Baraż o zwycięstwo w turnieju Apertura
| Data         | Mecz                                                                                    |
| ------------ | --------------------------------------------------------------------------------------- |
| 1 lipca 2001 | Alianza Lima - Club Sporting Cristal 2:1 Henry Quinteros, Roberto Holsen - Jean Ferrari |

Zwycięzcą turnieju Apertura został klub Alianza Lima, którym tym samym zapewnił sobie udział w turnieju Copa Libertadores 2002.

## Torneo Clausura 2001

### Clausura 1
| Data            | Mecz |
| --------------- | --- |
| 28 lipca 2001   | FBC Melgar - Juan Aurich Chiclayo 2:0 Nelson Gómez 26, Carlos Alberto Castillo 73                              |
| 28 lipca 2001   | Alianza Lima - Deportivo Wanka Huancayo 2:1 Edú Esidio 22, Ernesto Arakaki 89 - Sergio Godoy 36                |
| 28 lipca 2001   | Club Sporting Cristal - Cienciano Cuzco 4:0 Jorge Antonio Soto 51, 81, Piero Alva 75, Herly Enrique Alcázar 79 |
| 29 lipca 2001   | Alianza Atlético Sullana - Estudiantes de Medicina Ica 0:1 Paul Cominges 90                                    |
| 30 lipca 2001   | Unión Minas Cerro de Pasco - Universitario Lima 1:0 Roberto Rengifo 62                                         |
| 1 sierpnia 2001 | Sport Boys Callao - Coopsol Trujillo 2:1 Germán Muñoz 24, Rómulo Fernández 50 - Juan Saavedra 39k              |

### Clausura 2
| Data            | Mecz |
| --------------- | --- |
| 4 sierpnia 2001 | Universitario Lima - Alianza Atlético Sullana 1:0 Fernando del Solar 31                                                                  |
| 5 sierpnia 2001 | Coopsol Trujillo - FBC Melgar 1:4 Farley Hoyos 12 - Leonardo Uehara, Paulo César Cruvinel 69, Carlos Alberto Castillo 75, 92             |
| 5 sierpnia 2001 | Deportivo Wanka Huancayo - Unión Minas Cerro de Pasco 1:0 Jorge Ramírez 50k                                                              |
| 5 sierpnia 2001 | Juan Aurich Chiclayo - Sport Boys Callao 0:1 Johan Fano 81                                                                               |
| 5 sierpnia 2001 | Cienciano Cuzco - Alianza Lima 4:2 Martín Raúl García 18, Miguel Ortega 55, 73, Frank Palomino 87k - Henry Quinteros 23, Waldir Sáenz 59 |
| 5 sierpnia 2001 | Estudiantes de Medicina Ica - Club Sporting Cristal 1:2 Paul Cominges 72 - Piero Alva 15, Herly Enrique Alcázar 54                       |

### Clausura 3
| Data             | Mecz                                                                                         |
| ---------------- | -------------------------------------------------------------------------------------------- |
| 11 sierpnia 2001 | Club Sporting Cristal - Alianza Lima 1:0 Jorge Antonio Soto 78                               |
| 11 sierpnia 2001 | FBC Melgar - Alianza Atlético Sullana 1:0 Carlos Alberto Castillo 76                         |
| 12 sierpnia 2001 | Unión Minas Cerro de Pasco - Coopsol Trujillo 2:0 Hansel Arriaga 39, Héctor Gallardo 51      |
| 12 sierpnia 2001 | Cienciano Cuzco - Sport Boys Callao 2:0 Pedro Prado 10, Gabriel Ricardo Rodríguez 90k        |
| 12 sierpnia 2001 | Juan Aurich Chiclayo - Deportivo Wanka Huancayo 0:0                                          |
| 12 sierpnia 2001 | Universitario Lima - Estudiantes de Medicina Ica 1:1 Martín Raúl Vilallonga k - Víctor Reyes |

### Clausura 4
| Data             | Mecz |
| ---------------- | --- |
| 18 sierpnia 2001 | Alianza Lima - Unión Minas Cerro de Pasco 1:0 Henry Quinteros 47                                                   |
| 18 sierpnia 2001 | Coopsol Trujillo - Club Sporting Cristal 3:1 Jorge Antonio Soto 18s, Marcelo Millán 25, 78 - Jorge Antonio Soto 45 |
| 19 sierpnia 2001 | Alianza Atlético Sullana - Cienciano Cuzco 2:0 Pedro García 16, Alex Becerra 83                                    |
| 19 sierpnia 2001 | Estudiantes de Medicina Ica - Juan Aurich Chiclayo 1:0 Pedro Miranda 92                                            |
| 19 sierpnia 2001 | Deportivo Wanka Huancayo - Universitario Lima 2:0 Jorge Ramírez 37, 93                                             |
| 19 sierpnia 2001 | Sport Boys Callao - FBC Melgar 1:0 Miguel Zagaceta 67                                                              |

### Clausura 5
| Data             | Mecz |
| ---------------- | --- |
| 26 sierpnia 2001 | Universitario Lima - Coopsol Trujillo 2:0 Sergio Ibarra 84, Martín Raúl Vilallonga 86                                                                     |
| 26 sierpnia 2001 | Club Sporting Cristal - Alianza Atlético Sullanaético 3:0 Luis Bonnet 47, Jorge Antonio Soto 60, Julinho 80                                               |
| 26 sierpnia 2001 | Juan Aurich Chiclayo - Alianza Lima 2:1 Miguel Ángel Villalta 22, César Alberto Sánchez 54 - Ernesto Arakaki 58                                           |
| 26 sierpnia 2001 | FBC Melgar - Deportivo Wanka Huancayo 4:1 Leonardo Uehara 23, Carlos Alberto Castillo 45, Paulo César Cruvinel 52, Leonardo Enciso 90 - Jorge Ramírez 43k |
| 26 sierpnia 2001 | Unión Minas Cerro de Pasco - Sport Boys Callao 2:0 José Corcuera 22s, Víctor Larrahondo 90                                                                |
| 26 sierpnia 2001 | Cienciano Cuzco - Estudiantes de Medicina Ica 4:1 Ernesto Zapata 37, Frank Palomino 46, Mauricio Martínez 59, Jean Garrafa 86 - Paul Cominges 53          |

### Clausura 6
| Data             | Mecz |
| ---------------- | --- |
| 30 sierpnia 2001 | Sport Boys Callao - Club Sporting Cristal 1:0 Johan Fano 36                                                                                            |
| 30 sierpnia 2001 | Alianza Atlético Sullana - Unión Minas Cerro de Pasco 3:2 Alejandro Cipriano 5, Pedro García 38, Carlos Zegarra 62 - David Chévez 16, Álvaro Torres 70 |
| 30 sierpnia 2001 | Universitario Lima - Alianza Lima 2:1 Martín Raúl Vilallonga 16, 24 - Roberto Farfán 52                                                                |
| 2 września 2001  | Deportivo Wanka Huancayo - Cienciano Cuzco 2:3 Sergio Godoy 22, Jorge Ramírez 32k - Carlos Cumapa 40, Mauricio Martínez 43, Ernesto Zapata 52          |
| 2 września 2001  | Estudiantes de Medicina Ica - FBC Melgar 1:2 Paul Cominges 22 - Jorge Reyes 56, Gabriel Martín Varillas 72                                             |
| 2 września 2001  | Juan Aurich Chiclayo - Coopsol Trujillo 1:1 Lino Morán 54 - Wilkin Cavero 90                                                                           |

### Clausura 7
| Data            | Mecz |
| --------------- | --- |
| 8 września 2001 | Sport Boys Callao - Universitario Lima 2:2 Jair Iglesias 15, Johan Fano 69 - Sergio Ibarra 21, Fernando del Solar 89                    |
| 8 września 2001 | Club Sporting Cristal - Deportivo Wanka Huancayo 1:0 Luis Bonnet 8                                                                      |
| 8 września 2001 | Alianza Lima - FBC Melgar 0:1 Alexis Aguirre 79                                                                                         |
| 9 września 2001 | Alianza Atlético Sullana - Juan Aurich Chiclayo 3:1 Juan Arango 6, Alejandro Cipriano 52, Carlos Zegarra 59 - Lino Morán 67             |
| 9 września 2001 | Unión Minas Cerro de Pasco - Estudiantes de Medicina Ica 1:3 Álvaro Torres 88k - Luis Galliquio 27, César Charún 73, Alex Magallanes 76 |
| 9 września 2001 | Coopsol Trujillo - Cienciano Cuzco 4:0 Juan Saavedra 6, Amilton Prado 30, Rodrigo Saraz 53, 81                                          |

### Clausura 8
| Data             | Mecz |
| ---------------- | --- |
| 15 września 2001 | Coopsol Trujillo - Alianza Lima 0:0 |
| 16 września 2001 | FBC Melgar - Club Sporting Cristal 0:3 Luis Bonnet 13, 53, Gastón Córdoba 48                                                                              |
| 16 września 2001 | Universitario Lima - Juan Aurich Chiclayo 5:2 Martín Raúl Vilallonga 12, 31, Sergio Ibarra 28, 46, Gregorio Bernales 74 - José Guevara 45, Lino Morán 90k |
| 16 września 2001 | Estudiantes de Medicina Ica - Sport Boys Callao 2:1 Carlos Barrionuevo 26, William Rivera 41 - Johan Fano 8                                               |
| 16 września 2001 | Cienciano Cuzco - Unión Minas Cerro de Pasco 2:1 Luis Molina 5, Ernesto Zapata 33 - Víctor Larrahondo 36                                                  |
| 16 września 2001 | Deportivo Wanka Huancayo - Alianza Atlético Sullana 1:0 Roberto Dolorier 12                                                                               |

### Clausura 9
| Data             | Mecz |
| ---------------- | --- |
| 22 września 2001 | Sport Boys Callao - Deportivo Wanka Huancayo 4:1 Rafael Villanueva 26, 46, 77, Bratzo Gil 53 - Marcio dos Santos 15 |
| 23 września 2001 | Alianza Lima - Alianza Atlético Sullana 1:2 Waldir Sáenz 47 - Carlos Zegarra 31, 65                                 |
| 23 września 2001 | Cienciano Cuzco - Universitario Lima 1:0 Ernesto Zapata 62                                                          |
| 23 września 2001 | Juan Aurich Chiclayo - Club Sporting Cristal 0:1 Luis Bonnet 5                                                      |
| 23 września 2001 | Estudiantes de Medicina Ica - Coopsol Trujillo 1:0 Germán Carty 37                                                  |
| 23 września 2001 | Unión Minas Cerro de Pasco - FBC Melgar 1:1 Miguel Magallanes 40 - Leonardo Enciso 90k                              |

### Clausura 10
| Data                | Mecz |
| ------------------- | --- |
| 26 września 2001    | Alianza Atlético Sullana - Coopsol Trujillo 0:0                                                                                              |
| 26 września 2001    | Juan Aurich Chiclayo - Unión Minas Cerro de Pasco 4:2 Nilson Álvarez 31, 62, César Balbín 50, Renato Brasilia 67 - Jean Pierre Moreno 57, 87 |
| 26 września 2001    | Deportivo Wanka Huancayo - Estudiantes de Medicina Ica 0:2 César Charún 70, Paul Cominges 90k                                                |
| 26 września 2001    | FBC Melgar - Cienciano Cuzco 1:2 Leonardo Uehara 57 - Martín García 30, Ernesto Zapata 75k                                                   |
| 3 października 2001 | Club Sporting Cristal - Universitario Lima 1:0 Luis Bonnet 25                                                                                |
| 3 października 2001 | Alianza Lima - Sport Boys Callao 2:0 Roberto Farfán 17, Henry Quinteros 69                                                                   |

### Clausura 11
| Data             | Mecz |
| ---------------- | --- |
| 29 września 2001 | Coopsol Trujillo - Deportivo Wanka Huancayo 0:0                                                                                               |
| 29 września 2001 | Sport Boys Callao - Alianza Atlético Sullana 2:0 Johan Fano 11, Alonso Alcíbar                                                                |
| 29 września 2001 | Universitario Lima - FBC Melgar 2:0 Sergio Ibarra 27, Martín Raúl Vilallonga 69                                                               |
| 30 września 2001 | Cienciano Cuzco - Juan Aurich Chiclayo 2:0 Ernesto Zapata 48, Mauricio Martínez 55                                                            |
| 30 września 2001 | Estudiantes de Medicina Ica - Alianza Lima 2:2 Paul Cominges 48, 53 - Henry Quinteros 10, Waldir Sáenz 65                                     |
| 30 września 2001 | Unión Minas Cerro de Pasco - Club Sporting Cristal 1:3 Carlos Dueñas 82 - Jorge Antonio Soto 7, José Alberto Moisella 85, Roberto Palacios 89 |

### Clausura 12
| Data                 | Mecz |
| -------------------- | --- |
| 7 października 2001  | Juan Aurich Chiclayo - FBC Melgar 0:1 Gabriel Martín Varillas 56                                                                      |
| 10 października 2001 | Cienciano Cuzco - Club Sporting Cristal 4:1 Mauricio Martínez 37, 81, Carlos Maldonado 54, Cristian García 89 - Jorge Antonio Soto 13 |
| 10 października 2001 | Estudiantes de Medicina Ica - Alianza Atlético Sullana 2:0 César Charún 47, Rubén Nilton Díaz 60                                      |
| 10 października 2001 | Coopsol Trujillo - Sport Boys Callao 1:2 Rodrigo Saraz 60 - Johan Fano 66k, Rómulo Fernández 91                                       |
| 17 października 2001 | Deportivo Wanka Huancayo - Alianza Lima 0:0                                                                                           |
| 17 października 2001 | Universitario Lima - Unión Minas Cerro de Pasco 2:0 Martín Raúl Vilallonga 16k, Jorge Araújo 58                                       |

### Clausura 13
| Data                 | Mecz                                                                                           |
| -------------------- | ---------------------------------------------------------------------------------------------- |
| 13 października 2001 | FBC Melgar - Coopsol Trujillo 1:2 Alexis Aguirre 10 - Rodrigo Saraz 12, Manuel López 92k       |
| 13 października 2001 | Alianza Lima - Cienciano Cuzco 0:0                                                             |
| 14 października 2001 | Club Sporting Cristal - Estudiantes de Medicina Ica 1:1 Roberto Palacios 92 - Paul Cominges 19 |
| 14 października 2001 | Sport Boys Callao - Juan Aurich Chiclayo 0:2 Aldo Mora 6, Johny Mujica 89                      |
| 14 października 2001 | Alianza Atlético Sullana - Universitario Lima 0:0                                              |
| 14 października 2001 | Unión Minas Cerro de Pasco - Deportivo Wanka Huancayo 1:1 Julio García 5 - Jorge Ramírez 61    |

### Clausura 14
| Data                 | Mecz |
| -------------------- | --- |
| 20 października 2001 | Coopsol Trujillo - Unión Minas Cerro de Pasco 5:2 Amilton Prado 20, Félix Otoya 40, Óscar Alberto Dertycia 52, 73, Martín Reyes 68 - David Chévez 13, Wilfredo Begazo 76 |
| 20 października 2001 | Alianza Lima - Club Sporting Cristal 0:0 |
| 21 października 2001 | Estudiantes de Medicina Ica - Universitario Lima 1:0 Germán Carty 59 |
| 21 października 2001 | Sport Boys Callao - Cienciano Cuzco 2:2 Roberto Martínez Troncoso 20, Rómulo Fernández 47 - Ernesto Zapata 35k, Miguel Ortega 74                                         |
| 21 października 2001 | Alianza Atlético Sullana - FBC Melgar 2:1 Juan Arango 53, Manuel Medina 71 - Carlos Alberto Castillo 63                                                                  |
| 21 października 2001 | Deportivo Wanka Huancayo - Juan Aurich Chiclayo 3:0 Jorge Ramírez 42k, 85, Santiago Acasiete 82                                                                          |

### Clausura 15
| Data                 | Mecz |
| -------------------- | --- |
| 27 października 2001 | Juan Aurich Chiclayo - Estudiantes de Medicina Ica 2:3 Renato Brasilia 25, José Guevara 61k - Germán Carty 31, Frank Aguirre 50, Paul Cominges 71 |
| 27 października 2001 | Universitario Lima - Deportivo Wanka Huancayo 2:1 Paolo Maldonado 30, Julio Rivera 44 - Jorge Ramírez 37k                                         |
| 27 października 2001 | Club Sporting Cristal - Coopsol Trujillo 1:2 Luis Bonnet 11 - Óscar Alberto Dertycia 25, 67                                                       |
| 28 października 2001 | Cienciano Cuzco - Alianza Atlético Sullana 2:0 Miguel Ortega 52, Óscar Hugo Olvera 60                                                             |
| 28 października 2001 | FBC Melgar - Sport Boys Callao 1:2 Alfonso Antonio Dulanto 49 - Johan Fano 46, Alonso Alcíbar 89                                                  |
| 28 października 2001 | Unión Minas Cerro de Pasco - Alianza Lima 1:0 Wilfredo Begazo 41                                                                                  |

### Clausura 16
| Data             | Mecz |
| ---------------- | --- |
| 1 listopada 2001 | Coopsol Trujillo - Universitario Lima 2:2 Amilton Prado 29, Rodrigo Saraz 59 - Fernando del Solar 19, Sergio Ibarra 65 |
| 1 listopada 2001 | Alianza Atlético Sullana - Club Sporting Cristal 2:1 Alex Becerra 62, Alejandro Cipriano 87 - Jorge Antonio Soto 49    |
| 1 listopada 2001 | Alianza Lima - Juan Aurich Chiclayo 3:0 Roberto Farfán 17, 19, Palhinha 44                                             |
| 2 listopada 2001 | Sport Boys Callao - Unión Minas Cerro de Pasco 1:1 Rafael Villanueva 84 - Walter Rojas 66                              |
| 2 listopada 2001 | Estudiantes de Medicina Ica - Cienciano Cuzco 2:1 Rubén Nilton Díaz 56k, César Charún 93 - Ernesto Zapata 33k          |
| 4 listopada 2001 | Deportivo Wanka Huancayo - FBC Melgar 1:0 Dante Chumpitaz 75                                                           |

### Clausura 17
| Data              | Mecz |
| ----------------- | --- |
| 10 listopada 2001 | Coopsol Trujillo - Juan Aurich Chiclayo 2:2 Óscar Alberto Dertycia 16, Amilton Prado 70 - Rodolfo Miñán 33, Miguel Ángel Villalta 88                          |
| 11 listopada 2001 | FBC Melgar - Estudiantes de Medicina Ica 0:1 Germán Carty 66                                                                                                  |
| 11 listopada 2001 | Alianza Lima - Universitario Lima 1:1 Roberto Holsen 92 - Paolo Maldonado 13                                                                                  |
| 11 listopada 2001 | Unión Minas Cerro de Pasco - Alianza Atlético Sullana 1:1 David Chévez 6 - Luis Bello 86                                                                      |
| 11 listopada 2001 | Cienciano Cuzco - Deportivo Wanka Huancayo 2:1 Mauricio Martínez 64, Martín García 74 - Roberto Dolorier 52                                                   |
| 11 listopada 2001 | Club Sporting Cristal - Sport Boys Callao 4:2 José Alberto Moisella 18k, Julinho 49, Jorge Antonio Soto 60, Piero Alva 77 - José Chacón 45, Carlos Lobatón 85 |

### Clausura 18
| Data              | Mecz |
| ----------------- | --- |
| 17 listopada 2001 | Deportivo Wanka Huancayo - Club Sporting Cristal 1:0 Dante Chumpitaz 56                                                                                   |
| 18 listopada 2001 | Universitario Lima - Sport Boys Callao 1:1 Gregorio Bernales 55 - Bratzo Gil 71                                                                           |
| 18 listopada 2001 | Cienciano Cuzco - Coopsol Trujillo 4:2 Carlos Cumapa 2, 59, Miguel Ortega 23, Ernesto Zapata 44 - ?, ?                                                    |
| 18 listopada 2001 | Estudiantes de Medicina Ica - Unión Minas Cerro de Pasco 2:1 Juan Saavedra 21, Rodrigo Saraz 71 - ?                                                       |
| 18 listopada 2001 | FBC Melgar - Alianza Lima 4:4 Marco Sánchez 11, Leonardo Enciso 61k, Edwin Pérez 67, Jorge Reyes 70 - Waldir Sáenz 10, 27, Roberto Farfán 26, Palhinha 42 |
| 18 listopada 2001 | Juan Aurich Chiclayo - Alianza Atlético Sullanaético 2:3 José Guevara 28, 68k - Carlos Zegarra 58, 66, Pedro García 87                                    |

### Clausura 19
| Data              | Mecz |
| ----------------- | --- |
| 24 listopada 2001 | Club Sporting Cristal - FBC Melgar 4:3 Jean Ferrari 45, Herly Enrique Alcázar 69, Julinho 71, Gastón Córdoba 78k - Marco Sánchez 16, Carlos Alberto Castillo 31, 48 |
| 24 listopada 2001 | Sport Boys Callao - Estudiantes de Medicina Ica 2:1 Omar Alberto Zegarra 69, Johan Fano 79k - Rubén Nilton Díaz 17                                                  |
| 25 listopada 2001 | Unión Minas Cerro de Pasco - Cienciano Cuzco 0:1 Óscar Hugo Olvera 48                                                                                               |
| 25 listopada 2001 | Alianza Atlético Sullana - Deportivo Wanka Huancayo 1:0 Alex Becerra 38                                                                                             |
| 25 listopada 2001 | Alianza Lima - Coopsol Trujillo 2:2 Henry Quinteros 41, Edú Esidio 91 - Óscar Alberto Dertycia 55, 90                                                               |
| 25 listopada 2001 | Juan Aurich Chiclayo - Universitario Lima 1:1 José Guevara 97k - José del Solar 45                                                                                  |

### Clausura 20
| Data           | Mecz |
| -------------- | --- |
| 1 grudnia 2001 | Universitario Lima - Cienciano Cuzco 4:1 Abel Augusto Lobatón 54, Mario Augusto Gómez 67, Carlos Orejuela 74, Paolo Maldonado 91 - Pedro Prado 46                      |
| 1 grudnia 2001 | Club Sporting Cristal - Juan Aurich Chiclayo 1:0 Luis Bonnet 83 |
| 2 grudnia 2001 | Coopsol Trujillo - Estudiantes de Medicina Ica 3:4 Juan Saavedra 10, Amilton Prado 45, Rodrigo Saraz 67 - Paul Cominges 39, 70, Carlos Barrionuevo 50, Germán Carty 57 |
| 2 grudnia 2001 | Alianza Atlético Sullana - Alianza Lima 2:1 Pedro García 36, Juan Arango 61 - Juan Carlos Bazalar 67                                                                   |
| 2 grudnia 2001 | Deportivo Wanka Huancayo - Sport Boys Callao 2:1 Jorge Ramírez 7, Dante Chumpitaz 82k - Johan Fano 18                                                                  |
| 2 grudnia 2001 | FBC Melgar - Unión Minas Cerro de Pasco 1:2 Héctor Arenas 18 - Wilfredo Begazo 32, Víctor Larrahondo                                                                   |

### Clausura 21
| Data           | Mecz |
| -------------- | --- |
| 8 grudnia 2001 | Sport Boys Callao - Alianza Lima 1:1 Johny Vegas 85k - Waldir Sáenz 20                                                     |
| 9 grudnia 2001 | Cienciano Cuzco - FBC Melgar 1:0 Mauricio Martínez 21                                                                      |
| 9 grudnia 2001 | Estudiantes de Medicina Ica - Deportivo Wanka Huancayo 0:2 Santiago Acasiete 41, Jorge Ramírez 59                          |
| 9 grudnia 2001 | Universitario Lima - Club Sporting Cristal 1:3 Abel Augusto Lobatón 32 - Julinho 39, Jorge Antonio Soto 47, Luis Bonnet 62 |
| 9 grudnia 2001 | Coopsol Trujillo - Alianza Atlético Sullana 0:1 Pedro García 87                                                            |
| 9 grudnia 2001 | Unión Minas Cerro de Pasco - Juan Aurich Chiclayo 2:2 David Chévez 21, 63k - Carlos Lugo 34k, Nilson Álvarez 83            |

### Clausura 22
| Data            | Mecz |
| --------------- | --- |
| 12 grudnia 2001 | Alianza Atlético Sullana - Sport Boys Callao 3:1 Carlos Zegarra 8, Pedro García 48, Alex Becerra 93 - Carlos Lobatón 6                                                                     |
| 12 grudnia 2001 | FBC Melgar - Universitario Lima 2:0 Marco Sánchez 46, Leonardo Enciso 92 |
| 16 grudnia 2001 | Alianza Lima - Estudiantes de Medicina Ica 1:2 Roberto Holsen 74 - Germán Carty 13, Carlos Barrionuevo 48                                                                                  |
| 16 grudnia 2001 | Club Sporting Cristal - Unión Minas Cerro de Pasco 8:3 Julinho 13, 36, 93, Luis Bonnet 21, 60, 69, Manuel Marengo 39, David Soria Yoshinari 57 - Víctor Larrahondo 38, David Chévez 65, 80 |
| 16 grudnia 2001 | Deportivo Wanka Huancayo - Coopsol Trujillo 1:4 Jorge Ramírez 91k - Manuel Ugaz 68, Manuel López 72, Rodrigo Saraz 76, Juan Saavedra 84                                                    |
| 16 grudnia 2001 | Juan Aurich Chiclayo - Cienciano Cuzco 1:1 Rodolfo Miñán 10 - Carlos Cumapa 35 |

### Tabela końcowa turnieju Clausura 2001
| Poz | Klub                        | Mecze | Zw | Rem | Por | Pkt | BrZd | BrStr |
| --- | --------------------------- | ----- | -- | --- | --- | --- | ---- | ----- |
| 1   | Cienciano Cuzco             | 22    | 14 | 3   | 5   | 45  | 39   | 30    |
| 2   | Estudiantes de Medicina Ica | 22    | 14 | 3   | 5   | 45  | 35   | 26    |
| 3   | Club Sporting Cristal       | 22    | 14 | 2   | 6   | 44  | 44   | 25    |
| 4   | Alianza Atlético Sullana    | 22    | 11 | 3   | 8   | 36  | 25   | 24    |
| 5   | Sport Boys Callao           | 22    | 9  | 5   | 8   | 32  | 29   | 31    |
| 6   | Universitario Lima          | 22    | 8  | 7   | 7   | 31  | 29   | 24    |
| 7   | Deportivo Wanka Huancayo    | 22    | 8  | 4   | 10  | 28  | 22   | 27    |
| 8   | FBC Melgar                  | 22    | 8  | 2   | 12  | 26  | 30   | 31    |
| 9   | Coopsol Trujillo            | 22    | 6  | 7   | 9   | 25  | 35   | 35    |
| 10  | Alianza Lima                | 22    | 4  | 9   | 9   | 21  | 25   | 28    |
| 11  | Unión Minas Cerro de Pasco  | 22    | 5  | 5   | 12  | 20  | 27   | 42    |
| 12  | Juan Aurich Chiclayo        | 22    | 3  | 6   | 13  | 15  | 22   | 39    |

### Baraż o zwycięstwo w turnieju Clausura
| Data            | Mecz                                                                                                 |
| --------------- | --- |
| 19 grudnia 2001 | Cienciano Cuzco - Estudiantes de Medicina Ica 1:0 Ernesto Zapata 18 mecz rozegrany został w Arequipa |

Zwycięzcą turnieju Clausura został klub Cienciano Cuzco, którym tym samym zapewnił sobie udział w turnieju Copa Libertadores 2002.

### Baraż o awans do Copa Libertadores
O awans do turnieju Copa Libertadores stoczyły walkę wicemistrz turnieju Apertura Club Sporting Cristal i wicemistrz turnieju Clausura Estudiantes de Medicina Ica.
| Data            | Mecz |
| --------------- | --- |
| 23 grudnia 2002 | Estudiantes de Medicina Ica - Club Sporting Cristal 4:3 Germán Carty 12, 30, 54, 82 - Luis Bonnet 86, 87, David Soria Yoshinari 93 |
| 26 grudnia 2002 | Club Sporting Cristal - Estudiantes de Medicina Ica 3:0 David Soria Yoshinari 2, Jorge Antonio Soto 14, Julinho 43                 |

Jako trzeci klub peruwiański do Copa Libertadores 2003 awansował klub Club Sporting Cristal.

## Tabela sumaryczna sezonu 2001
| Poz | Klub                        | Mecze | Zw | Rem | Por | Pkt | BrZd | BrStr |
| --- | --------------------------- | ----- | -- | --- | --- | --- | ---- | ----- |
| 1   | Club Sporting Cristal       | 44    | 27 | 9   | 8   | 90  | 90   | 43    |
| 2   | Cienciano Cuzco             | 44    | 25 | 5   | 14  | 80  | 82   | 58    |
| 3   | Alianza Lima                | 44    | 17 | 16  | 11  | 67  | 67   | 47    |
| 4   | Alianza Atlético Sullana    | 44    | 20 | 6   | 18  | 66  | 49   | 63    |
| 5   | Estudiantes de Medicina Ica | 44    | 19 | 8   | 17  | 65  | 60   | 79    |
| 6   | Sport Boys Callao           | 44    | 18 | 9   | 17  | 63  | 65   | 71    |
| 7   | FBC Melgar                  | 44    | 18 | 7   | 19  | 61  | 75   | 61    |
| 8   | Universitario Lima          | 44    | 16 | 12  | 16  | 60  | 58   | 54    |
| 9   | Coopsol Trujillo            | 44    | 13 | 11  | 20  | 50  | 73   | 83    |
| 10  | Deportivo Wanka Huancayo    | 44    | 12 | 10  | 22  | 46  | 49   | 63    |
| 11  | Juan Aurich Chiclayo        | 44    | 12 | 10  | 22  | 46  | 56   | 78    |
| 12  | Unión Minas Cerro de Pasco  | 44    | 12 | 7   | 25  | 43  | 57   | 81    |

### Baraż o utrzymanie się w pierwszej lidze
| Data            | Mecz |
| --------------- | --- |
| 22 grudnia 2001 | Juan Aurich Chiclayo - Deportivo Wanka Huancayo 2:1(dog) Nilson Álvarez 35, Adrián Torres 110 - Roberto Dolorier 9 |

Klub Juan Aurich Chiclayo zapewnił sobie utrzymanie w pierwszej lidze, natomiast klub Deportivo Wanka Huancayo musiał jeszcze stoczyć baraż o utrzymanie w lidze z drużyną drugoligową Alcides Vigo Lima.

### Baraż o awans do pierwszej ligi
| Data            | Mecz                                                                   |
| --------------- | ---------------------------------------------------------------------- |
| 29 grudnia 2001 | Deportivo Wanka Huancayo - Alcides Vigo Lima 1:0(dog) Jorge Ramírez 99 |

Klub Deportivo Wanka Huancayo utrzymał się w pierwszej lidze.

## Campeonato Peruano 2001
O mistrzostwo Peru zmierzył się zwycięzca turnieju Apertura Alianza Lima i zwycięzca turnieju Clausura Cienciano Cuzco.
| Data            | Mecz |
| --------------- | --- |
| 22 grudnia 2001 | Alianza Lima - Cienciano Cuzco 3:2 Waldir Sáenz 20, José Soto 57, Roberto Farfán 90 - Carlos Cumapa 29, Ernesto Zapata 35k |
| 26 grudnia 2001 | Cienciano Cuzco - Alianza Lima 1:0, k. 2:4 Ramón Rodríguez del Solar 83 Karne: Cienciano: Luis Molina (+), Cristian García (+), Martín García (-), Ernesto Zapata (-) Alianza: José Soto (+), Henry Quinteros (+), Roger Serrano (+), Waldir Sáenz (+), Roberto Holsen (-) |

Mistrzem Peru został klub Alianza Lima, a wicemistrzem Peru - Cienciano Cuzco.

## Strzelcy bramek 2001
| Gole | Piłkarz            | Klub                                           |
| ---- | ------------------ | ---------------------------------------------- |
| 21   | Jorge Ramírez      | Deportivo Wanka Huancayo                       |
| 19   | Paul Cominges      | Estudiantes de Medicina Ica                    |
| 18   | Johan Fano         | Unión Minas Cerro de Pasco / Sport Boys Callao |
| 17   | Jorge Antonio Soto | Club Sporting Cristal                          |
| 16   | Luis Bonnet        | Club Sporting Cristal                          |
| 16   | Pedro Ascoy        | Juan Aurich Chiclayo                           |
| 15   | Ernesto Zapata     | Coopsol Trujillo / Cienciano Cuzco             |
| 15   | Rodrigo Saraz      | Coopsol Trujillo                               |
| 15   | Sergio Ibarra      | Universitario Lima                             |
| 14   | Mauricio Martínez  | Cienciano Cuzco                                |